# Buțîkî, Huseatîn
Buțîkî (în ucraineană Буцики) este un sat în așezarea urbană Hrîmailiv din raionul Huseatîn, regiunea Ternopil, Ucraina.

## Demografie
Componența lingvistică a localității Buțîkî
     Ucraineană (99,77%)
     Alte limbi (0,23%)
Conform recensământului din 2001, majoritatea populației localității Buțîkî era vorbitoare de ucraineană (99,77%), existând în minoritate și vorbitori de alte limbi.